# The Book (EP de Yoasobi)
The Book (estilizado como THE BOOK) es el primer extended play de Yoasobi. Fue lanzado el 6 de enero de 2021, el mismo día que se lanzó su séptimo sencillo, «Kaibutsu».
El EP consiste en 9 canciones, incluyendo los 6 sencillos previamente lanzados en 2019 y 2020, una nueva canción «Encore» que fue lanzado como sencillo promocional el mismo día que el EP y posteriormente lanzado como sencillo individual el 2 de julio del mismo año, así como también de un prólogo y epílogo.

## Lista de canciones
Todas las canciones escritas y compuestas por Ayase. 
| CD / Descarga digital |                                         |          |  |
| N.º                   | Título                                  | Duración |  |
| 1.                    | «Epilogue»                              | 0:50     |  |
| 2.                    | «Encore» (アンコール)                   | 4:30     |  |
| 3.                    | «Halzion» (ハルジオン)                  | 3:18     |  |
| 4.                    | «Ano Yume o Nazotte» (あの夢をなぞって) | 4:03     |  |
| 5.                    | «Tabun» (たぶん)                        | 4:23     |  |
| 6.                    | «Gunjō» (群青)                          | 4:08     |  |
| 7.                    | «Haruka» (ハルカ)                       | 4:04     |  |
| 8.                    | «Yoru ni Kakeru» (夜に駆ける)           | 4:21     |  |
| 9.                    | «Prologue»                              | 0:35     |  |
| 30:12                 |                                         |          |  |

## Créditos
- Yoasobi
  - Ayase: Compositor
  - Ikura: Vocalista
- Músicos adicionales
  - Rockwell: Solo de Guitarra (#4), Guitarra (#5)
  - AssH: Guitarra (#6)
  - Takeruru: Guitarra (#8)
  - Plusonica: Coro (#6)